# Gerald Baars
Gerald Baars (Paramaribo, 27 december 1966) is een Nederlands voormalig voetballer van Surinaamse afkomst die als verdediger voor VC Vlissingen speelde.

## Carrière
Gerald Baars speelde in de jeugd van Sparta Rotterdam en Excelsior Rotterdam. Via Spartaan'20 en ASWH kwam hij in 1988 bij VV Heerjansdam terecht, waar hij in zijn eerste seizoen landskampioen van de zaterdagamateurs werd. In zijn tijd bij Heerjansdam combineerde hij voetbal op het veld met zaalvoetbal bij Smith Holland Hermes DVS. In 1990 vertrok hij naar de nieuwe profclub VC Vlissingen, waar hij al een keer had meegetraind in het vorige seizoen. Hij debuteerde in het betaald voetbal op 22 augustus 1990, in de met 3-0 verloren uitwedstrijd tegen De Graafschap. In de eerste seizoenshelft kwam hij tot tien wedstrijden voor Vlissingen, maar miste veel wedstrijden door blessures. Na een conflict met aanvoerder Jan Poortvliet kwam hij niet meer in actie. Hierna speelde hij in het amateurvoetbal voor onder andere USV Holland, VV Rozenburg, het Belgische KFC Zwarte Leeuw, weer USV Holland, SMC, AGOVV, het Belgische KFC Schoten SK, 1. FC Kleve, HSV Hoek en LRC Leerdam. Later was hij actief als trainer in het zaalvoetbal bij onder andere Malabata, Sahin Hasselt en ZVV Den Haag.

### Statistieken
| Seizoen                  | Club           | Land           | Competitie     | Competitie | Competitie | Beker | Beker | Totaal | Totaal |
| Seizoen                  | Club           | Land           | Competitie     | Wed.       | Dlp.       | Wed.  | Dlp.  | Wed.   | Dlp.   |
| ------------------------ | -------------- | -------------- | -------------- | ---------- | ---------- | ----- | ----- | ------ | ------ |
| 1990/91                  | VC Vlissingen  | Nederland      | Eerste divisie | 9          | 0          | 1     | 0     | 10     | 0      |
| Carrièretotaal           | Carrièretotaal | Carrièretotaal | Carrièretotaal | 9          | 0          | 1     | 0     | 10     | 0      |
| Bijgewerkt op 4 mei 2022 |                |                |                |            |            |       |       |        |        |